# Avcıtepe, Güneysınır
Avcıtepe là một xã thuộc huyện Güneysınır, tỉnh Konya, Thổ Nhĩ Kỳ. Dân số thời điểm năm 2011 là 72 người.